# Red O'Quinn
(en) Statistiques sur pro-football-reference
John « Red » O'Quinn (1925-2002) est un joueur américain de football canadien et de football américain, qui a principalement porté les couleurs des Alouettes de Montréal de 1952 à 1959, et qui a aussi brièvement joué dans la NFL. Il jouait à la position de receveur de passes, ainsi qu'à la position d'ailier défensif ou de demi de coin à la défense.

## Carrière
Après avoir joué à l'université de Wake Forest, O'Quinn est repêché par les Bears de Chicago au repêchage de 1949. Il joue pour les Bears en 1950 et pour les Eagles de Philadelphie l'année suivante. En 1952, son ancien entraîneur de Wake Forest « Peahead » Walker l'invite à se joindre aux Alouettes de Montréal, qui jouent dans la Interprovincial Rugby Football Union ou Big Four au Canada, et dont il est l'entraîneur. Il joue avec les Alouettes pendant huit saisons, de 1952 à 1959. Il forme avec Hal Patterson, arrivé en 1954, un redoutable duo de receveurs de passes, cibles privilégiées du quart-arrière Sam Etcheverry. Il a été le meneur de la ligue pour les passes captées en 1955, 1957 et 1958. O'Quinn participe à trois finales de la coupe Grey, mais les Alouettes n'en gagnent aucune.
Red O'Quinn prend sa retraite comme joueur en 1959, mais est engagé par les Rough Riders d'Ottawa comme directeur-gérant en 1963. Ottawa participe sous sa gouverne à trois finales de la coupe Grey, en 1966, 1968 et 1969, et remporte les deux dernières. Puis il revient à Montréal au même poste, avec son ancien coéquipier Sam Etcheverry comme entraîneur, et les Alouettes remportent à la surprise générale la coupe Grey de 1970. Cependant, O'Quinn ne reste qu'une année de plus avec l'équipe, et est congédié par le propriétaire Sam Berger en juillet 1972.

## Trophées et honneurs
- Équipe d'étoiles de l'IRFU : 1952, 1953, 1954, 1955 et 1958[5]
- Intronisé au Temple de la renommée du football canadien : 1981[3]